# Shane (actrice)
Pour les articles homonymes, voir Shane.
Shane est une réalisatrice et actrice de films pornographiques américaine célèbre pour la série des Shane's World.

## Biographie
Shane est née le 16 décembre 1969 à Simi Valley, Californie.
Elle s'est mariée en 1997 au batteur Bobby Fernandez-Hewitt du groupe rock Orgy.

## Carrière
Shane débute dans les années 90 avec les réalisateurs Ed Powers et Jamie Gillis.
Mais c'est le réalisateur Seymore Butts qui la rend célèbre.
En 1996, elle participe et réalise un style de télé réalité porno, Shane's World (en), avec de futures vedettes comme Sky Lopez, Eva Angelina, Lacie Heart ou Devon. En 2003, Shane's World 32: Campus Invasion fait la une des journaux américains (Dateline NBC, USA Today, CNN…) parce qu'ils tournent sur le campus. La direction accuse la production d'exploiter les étudiants. La série Shane's World est la première vidéo pornographique à être inscrite au catalogue de distribution de l'entreprise Abercrombie & Fitch.
Et en 1999, elle revend son entreprise Shane's World Studios pour se retirer du métier mais revient pour réaliser une vidéo intitulée Shane and Friends pour le compte d'Odyssey Video.
En 2002, elle est classée 47e au « 50 Greatest Pornstars of All Time » d'Adult Video News.

## Récompenses
- Membre de l'AVN Hall of Fame[5];
- 1994 : XRCO Awards, Unsung Siren[6] ;
- 1996 : F.O.X.E, Female Fan Favorite[7] ;
- 1997 : XRCO Awards, Best Gonzo Series pour Shanes World[6] ;
- 1997 : F.O.X.E, Female Fan Favorite[7] ;
- 1999 : AVN Awards, Special Achievement Award.